# Dolicholobium
Dolicholobium é um género botânico pertencente à família Rubiaceae.